# Entosthodon curviapiculatus
Entosthodon curviapiculatus är en bladmossart som beskrevs av C. Müller 1874. Entosthodon curviapiculatus ingår i släktet koppmossor, och familjen Funariaceae. Inga underarter finns listade i Catalogue of Life.